# HK MR308
Das HK MR308 (Match Rifle 308) ist ein für Sportschützen und Jäger entwickeltes Selbstladegewehr des deutschen Waffenherstellers Heckler & Koch im Kaliber .308 Winchester. Es ist die zivile Variante des Sturmgewehres HK417, der Name bezieht sich auf die .308 Winchester Munition. Vom MR308 wurde wiederum die militärische Variante HK241 abgeleitet (G28 der Bundeswehr (davon wiederum das zivile G28Z), M110A1 der U.S. Army).

## Entwicklung
Das MR308 wurde aus dem HK417 entwickelt; im Gegensatz zu diesem kann es nur Einzelfeuer schießen. Dauerfeuer ist durch das deutsche Waffenrecht bei zivilen Waffen nicht erlaubt, daher wurde die Konstruktion gegenüber dem HK417 so geändert, dass ein Umbau in eine vollautomatische Kriegswaffe nicht möglich ist. Wesentliche Teile beider Waffen können nicht gegeneinander ausgetauscht werden. Das MR308 mit den Lauflängen 421 mm (16,5 Zoll) und 508 mm (20 Zoll) ist für die schießsportliche und jagdliche Verwendung zugelassen, während die Mustermodelle mit den Lauflängen 305 mm (12 Zoll) und 406 mm (16 Zoll) nur für jagdliche Einsatzzwecke zugelassen waren.

## Beschreibung
Das MR308 ist ein Gasdrucklader mit Drehkopfverschluss. Die Waffe basiert grundsätzlich auf den amerikanischen AR-Modellen, hat aber einen Gaskolben mit kurzem Hub anstelle der direkten Beaufschlagung des Verschlussträgers. Sie ist modular aufgebaut und wurde als Modellvariante A1 ab Werk ohne jedes Zubehör ausgeliefert; selbst Kimme und Korn fehlten. Zubehör und Optiken können mittels der Montageschiene angebracht werden.

## Präzision
In Tests von Waffenzeitschriften wird der Waffe eine für ein Selbstladegewehr sehr gute Präzision und geringe Störungsanfälligkeit bei unterschiedlicher Munition bescheinigt. Dabei konnten – je nach verwendeter Munition – auf 100 m Entfernung Streukreise ab 26 mm (0,89 MoA) für jeweils 5 Schuss ermittelt werden.

## Varianten
In den USA wird das MR308 als MR762 zivil vermarktet.

### MR308 A3
Ab der Modellvariante A3 wurde ein offenes Visier, ein beidseitiger Verschlussfanghebel und ein beidseitig bedienbarer Magazinhalter Standard. Das MR308 A3 ist in den Lauflängen 13, 16,5 und 20 Zoll verfügbar.

### MR308 A3-28
Die Modellvariante A3-28 ähnelt optisch dem HK241/G28, hauptsächlich durch die Verwendung der gleichen Schulterstütze und des gleichen, längeren Aluminium-Handschutzes mit STANAG-4694-Schiene auf 12 Uhr und Picatinny-Schiene auf 3, 6 und 9 Uhr. Das A3-28 ist mit 16,5- und 20-Zoll-Lauf erhältlich. Zusätzlich zum standardmäßigen Schwarz kann es, wie das HK241/G28, auch in RAL 8000 (Grünbraun) geordert werden.

### HK241/G28
Die zunächst „DMR 762“ (Designated Marksman Rifle 7,62) und von Heckler & Koch mittlerweile HK241 genannte militärische Variante G28 wurde für die Bundeswehr entwickelt, um das G3ZF als Designated Marksman Rifle abzulösen. Gegenüber dem vollautomatischen HK417 zeigte das MR308 während der Truppenerprobung ein besseres Trefferbild und erfüllte damit die Anforderungen der Bundeswehr. Dieses lag bei 1,5 MoA (Minute of Angle = Winkelminute); was einem Streukreis von unter 45 mm auf 100 m Entfernung für jeweils 10 Schuss entspricht.
Das G28 wird in der Standardkonfiguration mit einem Schmidt & Bender 3–20 × 50 PM II Zielfernrohr verwendet, nutzt eine neu laborierte Munition (7,62 × 51 mm DMR) und kann vom Schützen in eine Patrouillenversion umgebaut werden. In dieser leichteren Konfiguration wird ein Schmidt & Bender-Zielfernrohr 1–8 × 24 PM II genutzt; der Handschutz ist um die Hälfte verkürzt. Diese Version wurde von der Bundeswehr bislang jedoch nicht beschafft.
Die Zubehörliste für die Standardkonfiguration umfasst das bereits eingeführte Laser-Licht-Modul, das Leuchtpunktvisier Aimpoint Micro T1, das Vorsatznachtsichtgerät Qioptiq Merlin LR, das Wärmebildgerät CNVD-T3, den Laserentfernungsmesser Jenoptik HLR15, einen Sturmgriff und Zweibein. Im August 2011 erhielt Heckler & Koch den Auftrag zur Lieferung von 560 G28 für die Bundeswehr. In der Standardkonfiguration, mit allem Zubehör, erreicht das Gewehr ein Gewicht von 7,9 kg. Das obere Verschlussgehäuse ist, abweichend von der standardmäßigen Aluminiumausführung, aus Stahl gefertigt. Im Gegensatz zum MR308 ist das HK241/G28 oben mit einer NATO-Schiene ausgerüstet.

### G28Z
Das wiederum aus dem G28 entwickelte G28Z ist die zivile Version im Kaliber .308 Winchester mit allen Zubehörteilen der Standardkonfiguration, bis auf das  Vorsatznachtsichtgerät Qioptiq Merlin LR und das Wärmebildgerät CNVD-T3, da Zivilisten diese nicht erwerben oder besitzen dürfen.
| Variante          | Gesamtlänge (mm)          | Gesamtlänge (mm)            | Lauflänge (mm) | Höhe (mm) | Breite (mm) | Gewicht (kg) | Gewicht (kg)              | Visierung                  | Kaliber                             | Magazin (Schuss)       | Montage           |
| Variante          | Schulterstütze ausgezogen | Schulterstütze eingeschoben | Lauflänge (mm) | Höhe (mm) | Breite (mm) | ohne Magazin | mit leerem/vollem Magazin | Visierung                  | Kaliber                             | Magazin (Schuss)       | Montage           |
| ----------------- | ------------------------- | --------------------------- | -------------- | --------- | ----------- | ------------ | ------------------------- | -------------------------- | ----------------------------------- | ---------------------- | ----------------- |
| MR308             | 993                       | 913                         | 421            | 191       | 82          | 4,37         | 4,48                      | offen                      | 7,62 × 51 mm NATO (.308 Winchester) | Kastenmagazin (10)     | Picatinny-Schiene |
| G28 E2 (Standard) | 1082                      | 965                         | 421            | 340       | 78          | 7,05         | 7,15/7,20                 | Zielfernrohr 3–20 × 50 G28 | 7,62 × 51 mm NATO (.308 Winchester) | Kastenmagazin (10, 20) | NATO-Schiene      |
| G28 E3 (Patrol)   | 1082                      | 965                         | 421            | 280       | 78          | 6,2          | 6,3/6,35                  | Zielfernrohr 1–8 × 24 G28  | 7,62 × 51 mm NATO (.308 Winchester) | Kastenmagazin (10, 20) | NATO-Schiene      |
| G28Z              | 1082                      | 965                         | 421            | 340       | 78          | 7,05         | 7,15/7,20                 | Zielfernrohr 3–20 × 50 G28 | 7,62 × 51 mm NATO (.308 Winchester) | Kastenmagazin (10,20)  | NATO-Schiene      |
| 1.                |                           |                             |                |           |             |              |                           |                            |                                     |                        |                   |

## Nutzerstaaten
- Deutschland G28 E2 als Zielfernrohrgewehr
- Vereinigte Staaten unter dem Namen M110A1 gewann das HK MR308 die Ausschreibung für das Compact Semi-Automatic Sniper System (CSASS; dt.: kompaktes Selbstladescharfschützensystem) gegen sechs Konkurrenten. Die US-Army plant (Stand 2016), 3643 Stück zu beschaffen.[8]